# Walter Stucki
Walter Stucki (Solothurn, 22 oktober 1952) is een Zwitsers componist, muziekpedagoog, dirigent, muziekuitgever en fluitist. 

## Levensloop
Stucki studeerde aan de Musikhochschule Luzern in Luzern bij Albert Benz en Marianne Fäßler dwarsfluit alsook aan de Musikhochschule Trossingen in Trossingen, Baden-Württemberg, bij Walter Hügler HaFa-directie. Als fagottist werkt hij in verschillende kamerensembles en in ad-hocorkesten, en als fluitist en saxofonist speelt hij in de Swingtime Big-Band mee.
Sinds 1979 is hij als muziekpedagoog (leraar voor dwarsfluit en saxofoon) aan verschillende muziekscholen in de regio Solothurn werkzaam. Van 1979 tot 1992 was hij dirigent van de Stadtmusik "Concordia" Solothurn. Sinds 1983 is hij dirigent van de Jugendmusik Zuchwil en sinds 1993 dirigent van de Musikgesellschaft Hägendorf-Rickenbach. Eveneens dirigeert hij het Stadtorchester Langenthal sinds midden van de jaren 1990. 
Als componist schrijft hij vooral voor harmonieorkesten en publiceert zijn werken in een eigen muziekuitgave. 

## Composities

### Werken voor harmonieorkest
- 1979 Solothurn, mars
- 1980 My Queen, mars
- 1982 UOV-Marsch
- 1986 Oberst Franz Zwygart-Marsch
- 1989 Jubilee, concertmars
- 1992 Zuchwiler Jugend, mars
- 1993 Fantasie
- Am Volksfest
- Sichleten Walzer
- Silber Polka